# Lute
lute（ルーテ）は、Skyrocket株式会社が運営しているSNS向けの音楽動画配信サービス。
本稿では、2019年12月まで事業を手掛けていたlute株式会社についても記述する。

## 概要

### 旧：lute時代
エイベックスグループに在籍していた五十嵐弘彦が、2016年にYouTubeにて音楽動画サービスを立ち上げ、2017年にエイベックスグループの社内ベンチャーとして法人へ改組。法人化後は、主にInstagramのストーリーズ機能を利用した動画メディアである「lute」を事業化した他、アーティストのマネジメントも手掛けるようになった。「lute」で扱う音楽はノンジャンルであったため、「lute」で紹介されたことをきっかけに、知名度が上がったアーティストやラッパーも少なくなかった。
2018年6月には、韓国のヒップポップレーベルであるHi-Lite Records（ハイライト・レコーズ）と業務提携し、同時にHi-Lite Records所属アーティストと日本におけるエージェント契約を締結した。同年8月から9月にかけて、アイ・マーキュリーキャピタル、アトス・インターナショナル、TLM、ミクシィの投資子会社からも出資を受け、2019年6月期には約3億3000万円の売り上げがあった。
しかし、収益性が低かったことによる厳しい資金繰りや、社内における内部対立などで経営が悪化。それに伴い退社する社員が続出した他、2019年9月から五十嵐との連絡が取れない状態に陥り、五十嵐の消息は代理人の弁護士によって伝えられた。luteは2019年12月4日に東京地方裁判所から破産手続開始決定を受けた。負債総額は約3億1000万円。
破産手続開始決定以降、元社員は債権者との対応に奔走することになった。破産手続開始決定以降も、五十嵐の行方は不明となっている。
旧：luteは2021年5月18日に法人格が消滅した。

### Skyrocket運営時代
luteの各権利は、2020年4月に破産管財人による競売に掛けられることになった。競売には数社が参加し、4月17日に行われた競売の結果、luteの各権利は、インターネットサイトである「NewSphere」などを運営しているSkyrocket株式会社が落札した。Skyrocketはlute株式会社の負債は継承しない。lute創立メンバーが代表を務めるラフロワ合同会社も競売に参加したが、最高入札額に届かず、落札できなかった。
2020年8月25日にはSkyrocketによるティザームービーがYouTubeにアップされた。同年9月1日に、Skyrocketによって9か月ぶりに「lute」事業が再開した。